# André Forens
André Forens, né le 1er septembre 1924 à Fontenay-le-Comte (Vendée) et mort le 8 octobre 2009 dans la même commune, est un homme politique français et avocat, député de la Vendée de 1973 à 1981.

## Carrière politique
Avocat au barreau de La Roche-sur-Yon (1948-1983), André Forens est, de 1951 à 1958, secrétaire départemental du RPF, puis du Centre national des républicains sociaux, et enfin de l'UNR. Conseiller municipal de Fontenay-le-Comte à partir de 1952, il est élu conseiller général du canton en 1964 et maire en 1965.
Candidat à la députation dès 1956 sous l'égide du mouvement gaulliste des Centre national des républicains sociaux, puis en 1958 dans le 2e circonscription de la Vendée sous l'étiquette UNR, il échoue dans ses deux tentatives, et cherche à se faire élire sénateur en 1968, sous l'étiquette UDR, sans plus de succès.
À nouveau candidat à la députation dans la 2e circonscription en 1973, il est élu en battant le sortant Marcel Bousseau (lui-même investi par le mouvement gaulliste), et il s'inscrit au groupe de l'Union centriste. Il est un temps non inscrit, puis il rejoint le groupe des Réformateurs, centristes et démocrates sociaux. Réélu en 1978, il s'inscrit au groupe UDF.
Candidat à sa réélection à l'Assemblée nationale en 1981, il est battu par le socialiste Pierre Métais. Il démissionne alors de ses autres mandats, à l'exception de celui de conseiller général, qu'il mène à son terme. En 1989, après avoir désavoué et écarté le maire sortant RPR, Francis Bloch, pourtant son ancien adjoint, il se fait réélire maire de Fontenay-le-Comte face à Jean-Claude Remaud, conseiller général PS. Aux élections municipales de 1995, il est à son tour écarté par la majorité de droite qui lui préfère le député Joël Sarlot, sévèrement battu par le socialiste Jean-Claude Remaud.

## Détail des fonctions et des mandats

### Mandats nationaux
- 11 mars 1973 – 2 avril 1978 : Député de la 2e circonscription de la Vendée
- 12 mars 1978 – 22 mai 1981 : Député de la 2e circonscription de la Vendée

### Mandats locaux
- 1964 – 1982 : Conseiller général du canton de Fontenay-le-Comte
- 1965 – 1981 : Maire de Fontenay-le-Comte
- 1965 – 1981 : Président du district urbain et rural de la région de Fontenay-le-Comte
- 1973 – 1982 : Conseiller régional des Pays de la Loire
- 1979 – 1981 : Président du Parc naturel régional du Marais poitevin
- 1989 – 1995 : Maire de Fontenay-le-Comte
- 1992 – 1998 : Conseiller régional des Pays de la Loire

## Distinctions
- Chevalier des Palmes académiques

## Sources
- Dictionnaire de la politique française, sous la dir. d'Henry Coston, tome III, Paris, 1979
- Maires et communes de Vendée au XXe siècle, par Isabelle Soulard, Association des Maires de Vendée, 2002
- Blancs, bleus, rouges, histoire politique de la Vendée, 1789-2002, par Yves Hello, Geste éditions, 2004
- « André Forens », sur Sycomore, base de données des députés de l'Assemblée nationale